# Egoist (sång)
Egoist är en låt av den svenska rockgruppen Kent, utgiven på singel den 14 mars 2016. Låten, som är skriven av Joakim Berg och producerad av Kent, presenterades i samband med gruppens tolfte och sista studioalbum Då som nu för alltid men släpptes inte på albumet. "Egoist" har uppnått fjärde plats på svenska singellistan.

## Mottagande
Anders Nunstedt på Expressen skrev att "'Egoist' är inte Kents bästa singel, men den känns redan given på den Greatest hits-platta bandet planerar att ge ut i höst – inför sin allra sista arenturné. Den är också en välkommen bekräftelse på att beslutet att lägga ner inte är grundat på att de inte har något kvar att ge". Aftonbladets Håkan Steen beskrev låten som "en mörk kampsång" och tyckte att "den låter som en hit".

## Låtlista
Digital nedladdning
1. "Egoist" – 4:05

## Listplaceringar
| Lista (2016)                | Högsta placering |
| --------------------------- | ---------------- |
| Sverige (Sverigetopplistan) | 4                |